# 314 î.Hr.

## Decese
- Xenocrate din Calcedonia, filosof grec, discipolul lui Platon (n. 396 î.Hr.)